# José María Rodríguez-Acosta
José María Rodríguez-Acosta González de la Cámara (Granada, 25 de febrero de 1878-Granada, 19 de marzo de 1941) fue un pintor español.

## Biografía
Nació el 25 de febrero de 1878 en el seno de una familia de banqueros, cuyo origen se remonta a la primera mitad del siglo XIX. No era ese, sin embargo, el camino que iba a seguir.
Se formó primeramente siendo discípulo de José Larrocha, en Granada, en cuyo taller encontró a quien sería uno de su mejores amigos, al también pintor José María López Mezquita. Con su gran cultura artística y su limpio estilo, se inició realizando paisajes granadinos y pintura costumbrista. Se ha dicho que no cesó de avanzar hasta su muerte. Más tarde, en 1899 se marchó a Madrid, donde se formó con el maestro Emilio Sala y desarrolló su estilo entre el simbolismo y el modernismo.
José María Rodríguez-Acosta matizó su pintura, de una paleta restrictiva, que en las naturalezas muertas cobró su máxima expresividad. También se dedicó a los desnudos femeninos. En 1914 volvió a Granada, e inició la construcción de su carmen. Después de unos años sabáticos, en la década de los años veinte, retomó la pintura con desnudos femeninos como protagonistas y naturalezas muertas.
Rodríguez-Acosta moría en 1941, dejando tras él su obra, conservada en parte en numerosos museos, junto a la pintura La noche (1941) que quedaría inacabada debido a su repentina muerte, y el edificio que le sirvió de estudio, convertido hoy en Granada en el Museo Fundación que lleva su nombre en señal de distinción.

## Reconocimientos
De su primera mención en 1904, vendrían a posteriori, las medallas de oro que llegarían en 1908 y 1912. También en el extranjero (en París y en Múnich) se reconoció y recompensó su arte.
Fue comendador de la Orden Civil de Alfonso XII.